# Consuelo de Castro
Consuelo de Castro Lopes (Araguari, 1946 - São Paulo, 30 de junho de 2016) foi uma dramaturga brasileira.

## Biografia
Nascida em uma pequena cidade de Minas Gerais, ainda menina mudou-se com os pais para São Paulo. Estudou Ciências Sociais na Faculdade de Filosofia, Letras e Ciências Humanas da USP, onde participou ativamente do movimento estudantil dos anos 1960, tema do seu texto de estreia, Prova de Fogo (1968), que acaba sendo proibido pela Censura. Em 1974, a peça é premiada pelo Serviço Nacional de Teatro, com o título A Invasão dos Bárbaros, mas só será encenada em 1993, por   Aimar Labaki. Seu segundo texto (o primeiro a ser encenado) é À Flor da Pele (1969), que teve diversas montagens no Brasil e recebeu o Prêmio da Associação Paulista de Críticos Teatrais (APCT). 
Nos anos 1970, escreveu Caminho de Volta, montada por Fernando Peixoto, em 1974, e ganhadora dos prêmios Molière e APCT. Seguem-se A Cidade Impossível de Pedro Santana, escrita em 1975 e vencedora do Concurso de Dramaturgia do Serviço Nacional de Teatro e O Grande Amor de Nossas Vidas, montada por Gianni Ratto, em São Paulo (1979) e no Rio de Janeiro (1980). A montagem mais recente foi da Encena Cia. de Teatro , no Teatro Mars (São Paulo/SP) em 2001. Na década de 1980, escreve Louco Circo do Desejo, Script-Tease (1985), Marcha à Ré, com o coreógrafo Emílio Alves (1989); Mel de Pedra e Uma Caixa de Outras Coisas, roteiro de dança-teatro, para espetáculo encenado em 1987, sob a direção de Antônio Abujamra.
Sobre ela, o crítico Yan Michalski escreveu: 
"Representante destacada da brilhante geração de dramaturgos surgida sob a ditadura, Consuelo de Castro é, entre os autores dessa geração, talvez a que possui o corpo de obra mais volumoso e diversificado. Em comum com os outros, ela tem o sentimento de inconformismo e indignação que perpassa tudo que ela escreve. O que a distingue dos outros é a sua excepcionalmente visceral noção de teatralidade, um diálogo notavelmente colorido, que ela cria com uma espantosa espontaneidade, e uma inquietação que a faz partir sempre em busca de novos caminhos".
Consuelo trabalhou também como publicitária e redatora da Editora Abril. Também se dedicou à dramaturgia para teatro e televisão e escreveu para jornais e revistas.
Consuelo de Castro foi autora e roteirista de TV. Escreveu a novela Um Homem Muito Especial, exibida pela Rede Bandeirantes, substituindo Rubens Ewald Filho. Participou também, em 2006, do programa Minha Vida é uma Novela, do SBT, e entre 2009 e 2010, ao lado de Joaquim de Assis, Paula Richard e Eduardo Quental, atuou como co-autora da novela Ribeirão do Tempo, da TV Record.
Antes de seu falecimento deixou um livro infantil, "Historias Para Vovó Dormir", baseado nas historias de seu neto Antônio.